# Movimento Nacionalista Revolucionário
O Movimento Nacionalista Revolucionário (MNR) foi uma organização de brasileiros que se opunham à ditadura militar, composta basicamente por militares cassados pelos governos do novo regime que pretendia derrotá-los recorrendo à luta armada. Inicialmente influenciados por Leonel Brizola que no início tinha apoio de Fidel Castro, a organização manteve sua direção em seus primórdios na cidade de Montevidéu, no Uruguai. Com muitos ex-militares cassados em suas fileiras, e tendo alguns de seus membros realizado treinamento militar em Cuba, o MNR se inspiraria no Foquismo de Che Guevara para implantar um foco de guerrilha rural no Brasil em 1966, primeiro próximo a Criciúma e posteriormente nos limites do Parque Nacional de Caparaó. Mesmo não sendo a primeira organização a realizar uma ação armada contra o governo militar, seria a primeira a ter uma ação de força reconhecida pela imprensa à época capaz de chegar à opinião pública em nível nacional, quando houve a prisão de seus integrantes pela Polícia Militar de Minas Gerais na Serra de Caparaó em 1967. Por isso, durante muito tempo acreditou-se que seriam o primeiro foco guerrilheiro contra o regime militar. Sua tentativa de implantar um foco guerrilheiro na região do Parque Nacional do Caparaó foi destruída antes mesmo de começar. A prisão na prática resultou no fim da organização, o que não impediu que alguns de seus membros tenham posteriormente se ligado a outras organizações de luta contra o regime militar como a POLOP ou a VPR.

## Histórico
No exílio no Uruguai, primeiro em Montevideo e posteriormente no balneário de Atlântida, Brizola coordenou as primeiras tentativas organizando a massa de ex-militares expurgados e outros exilados políticos que foram se refugiar no país vizinho. Conseguiu apoio financeiro de Cuba através de seu enviado, o ex-deputado Neiva Moreira e da ajuda da AP (Ação Popular) de Herbert de Souza, o Betinho; tornando-se assim a principal figura politica brasileira de oposição no exílio, fora do Partido Comunista. Agrupou em torno de si os sargentos e marinheiros expulsos das corporações e perseguidos pelos militares e formou uma espécie de Estado-Maior com o ex-deputado Neiva Moreira, o seu assessor no governo no Rio Grande do Sul, Paulo Schilling, o ex-deputado do PSB, Max da Costa Santos, e o coronel Dagoberto Rodrigues.
No Uruguai, Brizola foi procurado pelo grupo de ex-sargentos comandado por Amadeu Felipe da Luz Ferreira, um ex-sargento do exército, nascido em Santa Catarina, membro do PC e ativista político desde a Campanha da Legalidade em 1961 pela posse de Jango. Amadeu buscava apoio para algo que vários ex-sargentos planejavam desde que foram expurgados e presos após o golpe: a guerrilha rural. A princípio Brizola não apoiava a ideia, mas depois dos fracassos dos levantes gaúchos, decidiu apoiar a iniciativa financeiramente. Brizola agregou a seus mais próximos colaboradores como Paulo Schiling, Flavio Tavares e Neiva Moreira um grupo de marinheiros expurgados, e criou o MNR (Movimento Nacionalista Revolucionário), com uma base de apoio no Rio de Janeiro, comandada pelo professor Bayard De Marie Boiteaux, ex-dirigente do Partido Socialista Brasileiro.
As primeiras tentativas de insurreição partiram de ex-militares (ver Guerrilha de Três Passos) e de duas tentativas de levante no Rio Grande do Sul organizadas por Leonel Brizola. No início de 1965, os ex-sargentos Amadeu Felipe e Araken Vaz Galvão, juntamente com o ex-subtenente Jelcy Rodrigues Corrêa, começaram a fazer as articulações, arregimentando sargentos do Rio de Janeiro para o Rio Grande do Sul e instando-os em pequenos grupos pelos vários aparelhos espalhados por Porto Alegre. Calcula-se que 47 homens já estavam na capital gaúcha. Além de abrigar os homens, também eram divididos armamentos (muitos oriundos da mobilização dos sargentos gaúchos, durante a Campanha da Legalidade) e as fardas pelos aparelhos. Por questão de segurança, somente Amadeu Felipe e Manoel Raymundo Soares sabiam da localização de todos eles. Porém, um fato inusitado fez com que a primeira operação de levante fosse adiada, o que trouxe grande constrangimento ao grupo e deixou Brizola furioso.
Frustradas as duas tentativas de levante para a tomada de Porto Alegre, e sem outra alternativa aparente, o líder gaúcho decidiu apoiar a teoria dos focos guerrilheiros. Provavelmente, a possibilidade de contar com o apoio do governo cubano tenha sido decisiva para a reorientação de Brizola. Paulo Schilling acredita que a experiência cubana tenha influenciado a sua evolução, de uma "posição tipicamente getulista para uma posição revolucionária". O MNR planejava a montagem inicial de três focos guerrilheiros no Brasil: um seria na Serra do Caparaó, liderado pelo ex-sargento Amadeu Felipe da Luz Ferreira; outro seria implantado no norte do Mato Grosso, sob o comando do ex-fuzileiro Naval Marco Antônio da Silva Lima. O terceiro, no Brasil Central. Este último, planejado para a região de Goiás, acabou concentrando-se em Imperatriz, oeste do Maranhão, comandado pelo ex-marinheiro José Duarte. Brizola então viabilizou o envio de 22 combatentes para treinamento em Cuba e após uma tentativa fracassada de instalação da guerrilha em Criciúma viu o primeiro foco de guerrilha rural do Brasil ser implantado na Serra do Caparaó.
Porém, com a demora em definir uma ação, e com a aproximação entre Cuba e Mariguella (Fidel preferiu dar apoio a este último) o movimento perdeu força política e auxílio financeiro, deixando praticamente os guerrilheiros abandonados a própria sorte no alto da Serra. Quando foram presos pela Policia Militar de Minas Gerais, os guerrilheiros estavam em crise interna entre sargentos do exército e marinheiros, famintos e doentes. Através dos interrogatórios e da prisão do grupo do Rio a base carioca foi rapidamente desmantelada e, para proteger Leonel Brizola, o falecido Professor Bayard Demarie Boiteaux confessou ser o líder do movimento.